# Parque de la Isla (Plasencia)
El parque de la Isla es un parque público municipal ubicado en la ciudad española de Plasencia, en la provincia de Cáceres. Recibe su nombre por ser una isla fluvial ubicada en el tramo urbano del río Jerte.

## Localización
La isla se ubica en el este de la ciudad, en torno a medio kilómetro al este de su centro histórico, en un tramo en el que el río Jerte fluye de noreste a suroeste. En la margen derecha del brazo occidental del río se ubican los aparcamientos de la avenida del Valle, mientras que en la margen izquierda del brazo oriental se ubica la Ronda Sur de Plasencia. Este tramo del río separa la ciudad de una pequeña barriada periférica conocida como calzada de los Mártires. La parcela catastral del parque abarca 80 109 m².

## Historia
Se considera el parque más antiguo de la ciudad ya que, al tratarse de una formación de origen natural, la isla fluvial ha existido desde tiempo inmemorial. Se sabe que a finales de la Edad Media tenía un doble uso: por un lado era un espacio de recreo en el que se practicaban, entre otros, carreras de caballos y justas; sin embargo, al mismo tiempo había ganaderos que lo utilizaban para pasto. Esto generaba un conflicto entre los dos grupos de usuarios, especialmente en verano, lo que llevó a que el concejo de la ciudad dictara una ordenanza que lo reservaba como parque desde mediados de marzo hasta la fiesta de San Miguel. Los Reyes Católicos ratificaron la ordenanza del parque en 1501.
En los siglos posteriores, el parque siguió siendo un espacio de configuración natural gestionado por las autoridades locales, cuyos usos fueron diversos: por ejemplo, a principios del siglo XVIII se menciona como una zona visitada en varias ocasiones por Felipe V para cazar y en el siglo XIX se menciona como sede de una feria de ganado. El área se mantuvo natural hasta la segunda mitad del siglo XX, cuando se construyeron la mayoría de las instalaciones actuales.

## Descripción y usos

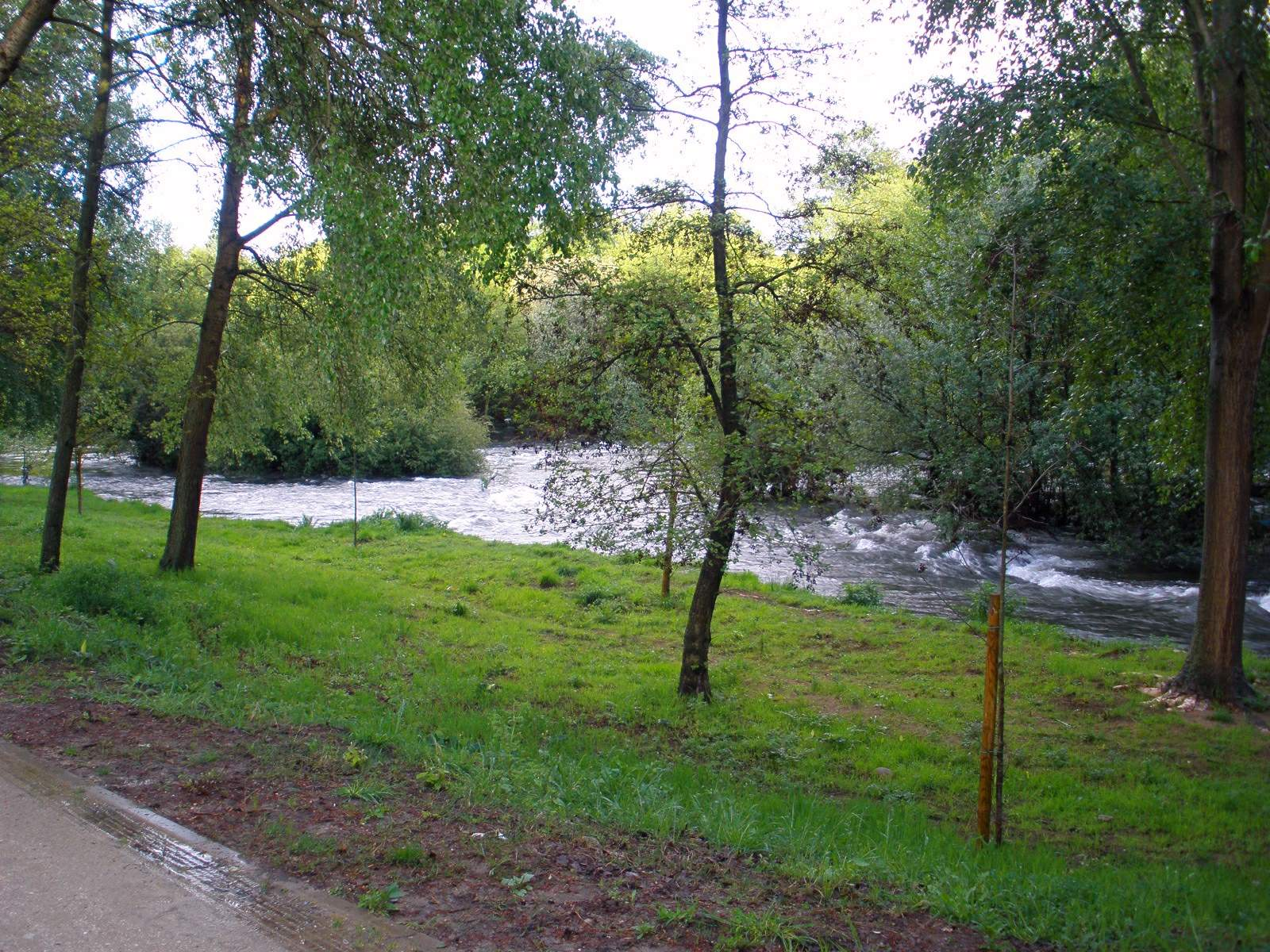
El río Jerte a su paso por la isla

El extremo septentrional de la isla está conectado a ambos márgenes del río por el puente Nuevo, un puente del siglo XVI que actualmente tiene uso peatonal. Sin embargo, al parque se accede principalmente a través de pequeños puentes que lo unen con la margen derecha del río.  El interior del parque está formado por un conjunto de caminos por donde los habitantes de la ciudad suelen pasear y correr.
En uno de los dos brazos que forma el río al bifurcarse en la isla, hay una piscina natural de casi cuatro kilómetros de largo conocida como el río Chico o canal de La Isla. Esto convierte al parque en uno de los lugares más frecuentados de la ciudad durante el verano, por su uso como zona de descanso. La isla también sirve como instalación deportiva de verano, ya que en su interior hay un campo de fútbol que en 2019 fue adaptado para la práctica de deportes de playa; además, en las aguas que rodean a la isla se pueden practicar piragüismo, remo y natación.
Cada verano, el parque pasa a ser un importante centro cultural y deportivo: desde 2004 acoge el evento 20 a la isla, que durante varias noches incluye, entre otros, teatro, cine, música y monólogos. Además, ocasionalmente alberga eventos de deportes como ciclismo o triatlón y actividades infantiles y juveniles, todo ello casi siempre durante el periodo estival.
La isla cuenta con bar, restaurante y quiosco, que el Ayuntamiento arrienda a empresarios. Otros espacios del parque incluyen juegos infantiles con columpios, esculturas, merendero, zona de gimnasia para mayores y un área para soltar perros, entre otros elementos. El espacio verde continúa río abajo con el parque del Cachón y río arriba con un camino de 5 km que lleva al embalse de Plasencia.